# Обединено кралство Великобритания и Северна Ирландия
 За други значения на Великобритания вижте Великобритания (пояснение).  За други значения на Обединено кралство вижте Обединено кралство (пояснение).
Обединено кралство Великобритания и Северна Ирландия (на английски: United Kingdom of Great Britain and Northern Ireland, съкратено Обединеното кралство (United Kingdom или UK), Великобритания (Great Britain) или рядко Британия (Britain)), е островна държава в Северозападна Европа.
Обединеното кралство се състои от четири историко-географски и етнически области, наричани съставни страни: Англия, Уелс, Шотландия – всички на остров Великобритания, и Северна Ирландия – на остров Ирландия. В българския и други езици името Великобритания може да се използва както за острова, така и като по-кратка форма за Обединеното кралство. Друга кратка форма е името Британия, което произлиза от едноименната римска провинция Британия. Страната включва и 5100 по-малки острова, които образуват най-големия архипелаг на континента. Част от тях – Ман, Гърнси, Джърси – са коронни владения на Обединеното кралство и на практика са под опеката му. Големите островни групи са Нормандски, Оркнейски, Шетландски и Хебридски острови. Страната се мие от Северно море на изток, западните брегове се мият от Атлантическия океан, а проливът Ла Манш (на френски: La Manche – „ръкав“), наричан от британците „Английски канал“ (на английски: English Channel), отделя Обединеното кралство от континентална Европа. Обединеното кралство е типична морска страна. Нито една точка в него не е отдалечена на повече от 120 km от морето или океана. През Лондон преминава Гринуичкият меридиан.
Келтските култури, в частност бритите, са едни от най-ранно засвидетелстваните по днешните британски земи. Келтите мигрират на вълни от континентална Европа в периода 1300 – 800 пр. Хр., измествайки неолитното население. През 55 г. пр. Хр. Римската империя нахлува на острова като част от кампанията на Юлий Цезар. С двете нашествия са положени основите на римското управление на острова, но пълното му завземане започва едва през 43 г. сл. Хр. С изключение на Шотландия, римляните управляват провинция Британия до 410 г. След рухването на империята, островите са подложени на нашествия от англо-саксонци и викинги. През 927 г. различните англо-саксонски владения се обединяват в Кралство Англия. Век по-късно – през 1066 г. – норманското нашествие, предвождано от Уилям Завоевателя, поставя почти цяла южна Британия и части от Ирландия под контрола на завоевателите, които привнасят феодализма и свързват английската аристокрация с тази на континентална Европа, което на свой ред дава началото на вековното съперничество между Англия и Франция. Началото на съвременното Обединено кралство е дадено през 1707 г. чрез Съюзния договор, който обединява Англия (включваща Уелс) и Шотландия след векове борби, а Ирландия е присъединена през 1801 г. През XIX век Обединеното кралство става първата индустриализирана държава в света и изгражда огромна световна империя – Британската империя, която до 20-те години на XX век обхваща 25% от земната суша и включва Индия (Британски Радж), Канада, Австралия и голяма част от Африка в различни колонии и владения. Империята е победител в двете световни войни, но въпреки това те отслабват международните ѝ позиции. Надигащият се национализъм в колониите и икономическите трудности в метрополията подкопават устоите на империята, чийто престиж е окончателно сринат от Суецката криза. Последвалата деколонизация води до независимостта на повечето владения и края на Британската империя, но Обединеното кралство запазва видима международна роля като постоянен член на Съвета за сигурност на ООН.
Страната е парламентарна демокрация в рамките на конституционна монархия. Парламентът на Обединеното кралство държи законодателната власт, а кралят има предимно церемониални функции, но все пак играе важна културна и дипломатическа роля като символ на британската държавност. Столицата Лондон е един от най-големите градове в Европа и един от двата водещи световни финансови центъра, редом с Ню Йорк в САЩ. Други големи градове са Манчестър, Лийдс, Бирмингам и Глазгоу, както и Единбург, Кардиф и Белфаст – столици съответно на Шотландия, Уелс и Северна Ирландия.
Обединеното кралство има шестата най-голяма икономика в света по номинален брутен вътрешен продукт, възлизащ на 3,1 трилиона щатски долара към 2022 година. БВП се формира главно от сектора на услугите (82%), включително един от най-големите финансови сектори в света; Обединеното кралство се отличава и с третия по стойност технологичен сектор в света (1 трилион щатски долара) след САЩ и Китай. Страната има и значително глобално културно, технологично и политическо влияние и членува в НАТО, Г7, Съвета на Европа, Петте очи и ОИСР. Много от бившите владения членуват и във водената от Великобритания Общност на нациите.

## География

### Разположение и площ
Обединеното кралство има площ 244 900 km² и заема основната част от Британските острови, архипелаг, разположен на северозапад от континента Европа. То включва остров Великобритания, североизточната част на остров Ирландия и множество по-малки острови, сред които Хебридските, Оркнейските и Шетландските острови.
Обединеното кралство граничи по суша само с Република Ирландия (дължина на границата 490 km), която заема южната част от остров Ирландия. На север страната има излаз към северната част на Атлантическия океан, а на изток – към свързаното с него Северно море. Южно от нея е протокът Ла Манш, който я отделя от континента с ширина 35 km в най-тясната част. На югозапад граничи с Келтско море, а между островите Великобритания и Ирландия се намира Ирландско море.

### Релеф и води
Релефът на Югоизточна Англия е равнинен – там се намира обширният Лондонски басейн. Заедно с Централна Англия това са най-плодородните и най-гъсто населените области на страната – от Мидлънд до Фьондлънд край залива Фош. Пейзажът там много прилича на онзи в Северна Франция, Белгия, дори Нидерландия.
Пенинските планини са гръбнакът на Англия. Чевиот Хилс е ниско възвишение, но богато на полезни изкопаеми. Къмъбрландският масив се намира на северозапад от Пенинските планини и понякога е наричан „Английска Швейцария“.
Шотландия е най-високата част на страната: в Грампианските планини се намира най-високата точка на Обединеното кралство – връх Бен Невис (1343 m). Грампиенските планини се смятат за продължение на Норвежките планини. Бреговата линия на Шотландия е нарязана от фиорди, като най-внушителни са Фърт ъф Клайд и Фърт ъф Форт.
Реките в страната, макар и къси, са пълноводни, по-големите от тях са плавателни. Най-известната река е Темза. По нея може да се плава с кораб от море до море, защото е свързана с канали. Големите приливи правят реките достъпни и за океански кораби. Приливната вълна на р. Темза е 6 m, на р. Мърси е 8,5 m, при пристанище Кардиф е 10 m, а при Бристол – 12 m. На естуарите на Темза, Северн, Мърси, Клайд, Хъмбър и Тайн са възникнали големи речно-морски пристанища като Лондон, Ливърпул, Хъл, Нюкасъл, Глазгоу. На шотландските реки, които имат голям пад, са построени водни електроцентрали.
Югоизточна Англия е била подлагана на големи морски наводнения през 1926, 1938 и особено през 1953 г.
Най-големите езера са Лох Ней, Лох Ломенд и Лох Нес, като последното е свързано с легендарното чудовище Неси – предполагаем реликт от по-стари геоложки времена.

### Климат
Климатът на Обединеното кралство е океански (Cfb по Кьопен) – влажен и мек, с малки температурни изменения. На тази географска ширина той би трябвало да е студен и суров, но морското обкръжение и особено влиянието на топлото течение Гълфстрийм правят зимата мека, влажна, мъглива и почти безснежна. Снегът се задържа главно в Шотландия. През лятото, както и през преходните сезони, падат много дъждове. Характерното за времето през цялата година е, че е много непостоянно.
Зимата е мека, а лятото е прохладно, като в Лондон средната минимална температура през най-студения месец февруари е 2,2 °C, а средната максимална температура през най-топлия месец юли – 22,8 °C. Западната част на страната, под въздействието на западните океански въздушни маси, е по-влажна с годишно количество на валежите до 3000 mm, а източната и особено равнинната югоизточна част на Англия се отличават с по-сух климат и годишно количество на валежите около 600 mm.

### Флора и фауна
Преди хиляди години Британските острови са били покрити с гъсти гори, днес те заемат само 8% от площта. В днешно време Великобритания е една от най-бедните на гори страна в Европа. Иглолистни борови гори са запазени в Шотландия, а в останалите части на страната се срещат широколистни гори (бук, ясен, кестен, дъб и др.).
Северният елен се среща в Шотландия и в националния парк „Ексмур“ в Югозападна Англия. По-дребните бозайници са лисици, полевки, земеровки, мишки, катерици и др. Тресавищата, шубраците и крайбрежията са местообитания на много птици. Китайският мунтжак, още наричан мунтжак на Рийвс, е аклиматизиран вид в държавата.

## История

### Преди обединението
Преди обединението всяко от съставните кралства има своя собствена история.
Първите заселници на хора в съвременния им вид на територията на Британските острови пристигат на вълни преди около 30 000 години. Към момента на идването на римляните през 43 г. (откогато датират писмените сведения) населението е съставено от келти, като съответните народности са брити на територията на Англия и гали на територията на Ирландия. След завоюването на островите от римляните следват около 400 години в рамките на Римската империя, последвани от англосаксонското нашествие през V – VI век. При нахлуването на германските племена, голяма част от бритите са били избити, а други са били изтласкани в Уелс и Шотландия. Англосаксонският период обхваща периода от края на Римска Британия и създаването на англосаксонските царства до Норманското нашествие през 1066 г. 5 и 6 век са известни като „тъмните векове“, а към края на 8 век по териториите на Британия пристигат викингите, което довежда до извършването на редица промени по тези територии. Галите от северозападната част на остров Британия, които се предполага че са мигрирали от Ирландия през V век се обединяват с пиктите и създават кралство Шотландия през IX век.
През 1066 г. норманските войски на херцог Уилям I Завоевателя нападат Англия и в Битката при Хейстингс побеждават англосаксонския крал Харолд II и установяват контрол над Англия, Уелс, Шотландия и Ирландия, като въвеждат феодализма по модела на Северна Франция и норманската култура. Започва периодът на Кралство Англия. Норманският елит оказва голямо влияние върху завареното население, но в крайна сметка е асимилиран.
През XII – XV век английските крале от Анжуйската династия владеят също така големи части от Франция, но управлението им също е съпроводено с конфликти, от които най-известна е Стогодишната война. Свързаните с тях английски крале от династията Плантагенет завършват покоряването на Уелс и правят неуспешен опит да анексират и Шотландия. Тя обаче остава самостоятелно кралство, макар и в постоянен конфликт с Англия. Поредицата от граждански войни за престола на Англия между представители на родовете Йорк и Ланкастър са известни като Война на розите (1455 – 1485), завършила с възцаряването на династията Тюдор. Кралете от тази династия са сред най-ярките представители на английския абсолютизъм.
По време на управлението на Хенри VIII през XVI век протича английската Реформация, която укрепва абсолютизма и напълва кралската хазна. Вследствие на това във всички островни кралства се въвежда протестантството и възникват религиозни конфликти между католици и протестанти. Уелс е включен изцяло в Кралство Англия през 1535 – 1542 г., а Ирландия е конституирана като кралство Ирландия, в лична уния с английската корона. В Северна Ирландияи земите на независимите галски аристократи са конфискувани и дадени на протестантски заселници от Англия и Шотландия. Елизабетинската епоха продължава 44 години и обхваща период на нарастващо английско влияние по целия свят и на разцвет на английската култура. След нейната смърт през 1603 г. трите кралства Англия, Шотландия и Ирландия се обединяват в лична уния, когато Джеймс VI, крал на Шотландия, наследява короните на Англия и Ирландия и премества двора си от Единбърг в Лондон; въпреки това всяко кралство остава отделна политическа единица със свои собствени институции. В средата на XVII век и трите кралства участват в серия от свързани войни, включително Английската революция, които водят до временна отмяна на монархията и установяване на кратковременна република под водачеството на Оливър Кромуел. Макар че монархията е възстановена, т.нар. Славна революция от 1688 г. води до това, че за разлика от останалите страни в Европа, кралският абсолютизъм никога не се завръща. Приемат се закони, съставящи неписана конституция и се установяват конституционна монархия и парламентарна система. По време на този период се поставят основите на английското надмощие по море и след Великите географски открития се основават първите английски отвъдморски колонии, особено в Северна Америка.

### Колониални завоевания
Докато до XV век Великобритания е в периферията на тогавашния познат свят, в епохата на Великите географски открития тя става техен движеща сила за откриването и завладяването на нови територии. Буржоазната революция я превръща в първата капиталистическа и индустриална държава, като тя става първа по мощ в света и има най-голям флот, въпреки близостта си с такива сили като Франция, Германия, Португалия, Холандия и Испания.
Експанзивната фаза на заселването и завладяването на територии започва относително мирно с търговия и дипломация. Британската империя помага за разпространението на британските технологии, търговия, английски език и форми на управление по целия свят. Имперската хегемония има решаващо значение за икономическия ръст на много страни и увеличаване на влиянието на Обединеното кралство в световната политика. В разцвета на империята милиони колонисти напускат Британските острови и заселват САЩ, Канада, Австралия, Нова Зеландия.

### След обединението
Обединеното Кралство Великобритания се образува чрез обединяването на Кралство Шотландия и Кралство Англия и съществува от 1707 до 1801 г. Договорът за съюз от 1706 на английски: Treaty of Union (ратифициран с Акт за уния през 1707 г.), постановява единно, обединено кралство, обхващащо целия остров Великобритания и заобикалящите го малки острови. Той не включва Ирландия, която остава извън съюза, но е подчинена на новосъздадената британска корона. Новото кралство се подчинява на един парламент и едно правителство, разположени в Уестминстър. Съставните кралства преди това вече имат един и същ монарх (лична уния) от управлението на Джеймс I който през 1603 г. след смъртта на кралица Елизабет I, става едновременно крал на Шотландия и Англия.

### Джорджианска епоха
При царуването на Джордж I Великобритания започва своя преход към кабинетната система на управление, начело с премиер-министър (министър-председател). Към края на царуването на Джордж I, сър Робърт Уолпоул се изявява де факто като първи министър-председател на Великобритания.
На 1 януари 1801 г. кралство Великобритания и кралство Ирландия се обединяват в Обединено кралство Великобритания и Ирландия. По-голямата част от Ирландия напуска съюза през 1922 г. и образува Ирландска свободна държава, водейки през 1927 г. до преименуването в Обединено кралство Великобритания и Северна Ирландия, което е сегашното име на държавата.

### Викторианска епоха
Периодът на управление на кралица Виктория от юни 1837 до смъртта ѝ на 22 януари 1901 година се нарича Викторианска епоха. Това е дълъг период на просперитет за британския народ. Приходите от колониите на Британската империя, заедно с индустриалните подобрения вследствие на Индустриалната революция, позволяват на образованата средна класа да се развие.
Епохата често се характеризира като дълъг период на мир, а също и на икономическо, колониално и индустриално укрепване. Този период за кратко е прекъснат от Кримската война, въпреки че Британия воюва през цялото време на далечни фронтове в колониите.
Населението почти се удвоява от 16,8 милиона през 1851 до 30,5 милиона през 1901. Ирландското население намалява рязко от 8,2 милиона през 1841 до по-малко от 4,5 милиона през 1901 г. По същото време, близо 15 милиона емигранти напускат Обединеното кралство и се заселват предимно в САЩ, Канада и Австралия.

### Първа половина на XX век
В Първата световна война Великобритания участва на страната на Антантата срещу Германия. Във войната загиват близо един милион британци преди Германия да сложи оръжие на 11 ноември 1918 г.
След войната Великобритания прекратява съюза си с Япония под натиск от САЩ. По силата на Вашингтонското морско споразумение Великобритания има право на 5 бойни кораба от най-висок клас.
След войната Великобритания дължи на Съединените американски щати 4 млрд. щатски долара. Същевременно Русия дължи 7 млрд. щатски долара на Великобритания. Крайната сума, която Великобритания трябва да плаща на САЩ е 35 млн. стерлинга годишно за период от 62 години при лихва от 3,5%. САЩ получава 3 пълни годишни плащания от Великобритания, които Великобритания получава от Германия.

### След Втората световна война
Наред с Франция, СССР и САЩ, Великобритания е сред основните сили, довели до победа на Антихитлеристката коалиция във Втората световна война. Важна заслуга за това има премиерът Уинстън Чърчил (1940 – 1945). На проведените през 1945 парламентарни избори Консервативната партия залага основно на неговия голям авторитет, за да си осигури победата. Изненадващо за всички обаче победител е Лейбъристката партия, която съставя самостоятелно правителство, начело с Клемент Атли. В правителствената програма се предвижда широка национализация на основните отрасли на английското стопанство – на Националната банка, на въгледобива и т.н. Освен това започват реформи в здравеопазването и социалното осигуряване – безплатна медицинска помощ, безплатни лекарства и др. – т.нар. Welfare State във Великобритания, предоставяйки безплатно здравеопазване чрез Националната служба по здравеопазване (на английски: National Health Service). Реформите в никакъв случай не са в разрез с основите на демократичното управление, защото национализацията засяга само 20 на сто от собствеността в структуроопределящите отрасли, докато 80 на сто остават частна собственост.
През 1947 г. лейбъристкото правителство е принудено да приложи т.нар. политика на „затягане на коланите“, която води до свиване на бюджетната сфера и до откритото недоволство на левите лейбъристи. Тогава се стига и до най-голямата в английската история докерска стачка, в резултат на която са затворени всички национални пристанища. Обявено е извънредно положение и в крайна сметка правителството е принудено да се съгласи с исканията на стачкуващите.
Известно облекчение за икономиката носи финансовата помощ от страна на САЩ по плана „Маршал“ на стойност над 1,5 млрд. щатски долара. Това обаче не се оказва достатъчно, за да се избегнат непрестанните финансови трусове и така през 1949 г. се стига до девалвация на британската лира и до остри критики от страна на консерваторите. Към средата на 1951 г. става ясно, че Лейбъристката партия едва ли ще стигне до втори мандат. За това благоприятства и въведената през 1947 г. купонна система, а и отношенията със САЩ се влошават и те спират финансовата помощ.
В проведените нови парламентарни избори (1951 г.) Чърчил получава възможност не само за реванш за загубата си от 1945 г., но и поставя началото на т.нар. „Ера на консерваторите“, продължила тринадесет години. Първите му действия са повторна приватизация на металургичната промишленост и транспорта, но и продължаване на социалните реформи на лейбъристите.
Преди оттеглянето на Чърчил през 1955 г. по здравословни проблеми са налице три основни промени – Великобритания разработва ядрено оръжие и се превръща в една от трите световни ядрени сили. Това „затопля“ отношенията със САЩ, което води и до принципно споразумение за разполагането на северноамерикански военни части на британска територия. Премахната е и купонната система.
През 1955 г. начело на правителството застава Антъни Идън, чието управление е доминирано от разразилата се през 1956 г. Суецка криза, довела до оставка на Идън. Заелият неговия пост Харолд Макмилън разцепва консерваторите по отношение на участието на страната като учредител на Европейската икономическа общност (ЕИО), но така или иначе френският президент Шарл дьо Гол налага вето и Великобритания остава извън ЕИО до 1973 г.

### Между 1960-те и 1990-те
Крал Джордж VI умира през 1952 г. и на трона се възкачва дъщеря му Елизабет II.
Напрежението между протестанти и католици в Северна Ирландия се изостря в края на 1960-те, когато Ирландската републиканска армия започва кампания на въоръжена борба и тероризъм, продължила няколко десетилетия до края на 1990-те.
Лейбъристите се връщат на власт през 1964 г. начело с Харолд Уилсън, който провежда редица социални реформи, сред които легализиране на абортите, отмяна на смъртното наказание и декриминализиране на хомосексуалността. Уилсън е заменен от Едуард Хийт през 1970, а през 1973, Великобритания се присъединява към ЕО при първото му разширение. Заедно с нея членки стават Дания, Ирландия и Норвегия, чиито икономики са тясно свързани с английската. Уилсън се завръща на поста министър-председател през 1974, но реномето на лейбъристите силно страда през зимата на 1978 – 79 (зимата на недоволството), когато навсякъде има стачки, организирани от профсъюзите, срещу опитите за замразяване на заплатите от страна на Джеймс Калахан. През 1979 г. Консервативната партия отново печели изборите, а за първи път начело на правителството на Великобритания (и а в Европа) застава жена – Маргарет Тачър.
Макар предприетите от Тачър икономически реформи да не са много популярни, нейното решение да защити през 1982 г. Фолкландските острови, довело до война, променя отношението към нея и на вълната на патриотизма консерваторите печелят убедителна победа през 1983. През 1984 Тачър успява да извоюва значително намаление на вноската на Великобритания в бюджета на ЕИО. Тачър печели и трети последователен мандат през 1987, но популярността ѝ започва да спада и през 1990 г. министър-председател на нейно място става Джон Мейджър.

### След 1990 г.
През 1997 г. министър-председател става Тони Блеър след внушителната изборна победа на така наречените „нови лейбъристи“, по-центристко течение в Лейбъристката партия. Блеър е преизбран още два пъти през 2001 и 2005 г., но през 2007 предава поста на канцлера на хазната Гордън Браун. През 2010 г. Консервативната партия формира коалиционно правителство с либерал-демократите и министър-председател става лидерът на консерваторите Дейвид Камерън. Консерваторите печелят парламентарните избори и през 2015 г., но в предизборната си платформа обещават, че ще проведат референдум за оставане или излизане на обединеното кралство от Европейския съюз.
Обединеното кралство е член на НАТО от 1949 г. и взема участие в студената война и редица военни конфликти. В началото на XXI век е един от най-силните поддръжници на САЩ в обявената от тях „Война срещу тероризма“ и взема участие във войната в Афганистан и войната в Ирак. Обединеното кралство играе главна роля и във военната интервенция в Либия през 2011 г.
На 23 юни 2016 се провежда обещаният референдум за участието на страната в ЕС. Допитванията преди референдума сочат, че 51% от хората желаят Великобритания да остане. Вотът от референдума посочва точно обратното: 51,8% от гласувалите са за напускане на Европейския съюз. Това води до редица сътресения не само в икономиката на Великобритания, но и в целия ЕС. На 1 февруари 2020 година Великобритания напуска Европейския съюз.

## Население

### Численост и движение
Според преброяването, проведено през 2001 година, населението на Обединеното кралство е 58 789 194 души, 3-то по численост в Европейския съюз и 21-во в света. Според оценки от средата на 2008 година то е нараснало до 61 383 000 души. Средният прираст на населението за периода 2001 – 2008 година е 0,5%, като през 2008 година за пръв път след 1998 година естественият прираст е по-висок от механичния.
Населението е разпределено неравномерно, като най-слабо населена е Шотландия, а най-силно – Англия, особено нейните югоизточни части. С гъстота на населението 383 души/km² в средата на 2003 година Англия е сред най-гъсто населените страни в света. Средната гъстота на населението в Уелс е 142 души/km², в Северна Ирландия – 125 души/km², а в Шотландия – едва 65 души/km².
При преброяването от 2001 година 4,9 милиона от жителите на страната или 8,3% от населението са родени в чужбина. Сред тях най-голям е броят на родените в Република Ирландия (534 хиляди души), Индия (468 хиляди души), Пакистан (321 хиляди души), Германия (266 хиляди души), Съединените щати (158 хиляди души). В същото време около 5,5 милиона британци живеят в чужбина, главно в Австралия, Испания, САЩ и Канада.

### Етноси и езици
Най-вече се говори на английски, като другите езици, които се използват, са уелски, келтски („гелик“ – gaelic), ирландски и множество шотландски диалекти. Някои новодошли емигранти от други части на Британската общност говорят други езици, като например урду.

### Религиозни групи
- англикани (57%)
- други протестанти (15%)
- католици (13%)

## Държавно устройство
Обединеното кралство е конституционна монархия – парламентарно кралство. Престолът се наследява от първородния принц или принцеса. От септември 2022 година на трона е крал Чарлз III, син на най-дълго управлявалия британски монарх – кралица Елизабет II, която управлява над седем десетилетия: от 1952 година до смъртта си през 2022 година. Официалният титул на краля е: „Чарлз III, по божия милост крал на Обединеното кралство Великобритания и Северна Ирландия и всички други кралства и територии, глава на британската общност, защитник на вярата.“
Парламентът се състои от 2 камари (палати) – на лордовете и на общините. Главна политическа фигура е министър-председателят.
Британският парламент, който води началото си от средата на XIII век, е сред най-старите в света. Още от XIV век парламентарното управление на страната се осъществява от двукамарна палата. Камарата на лордовете (горната) и Камарата на общините (долната) заседават отделно и са конституирани на напълно различни принципи. Камарата на лордовете се състои от 500 пожизнени, 92 наследствени перове и 26 висши духовници. Камарата на общините има 659 места.
Членовете на долната камара се избират на избори и имат 5-годишен мандат. Когато се говори за парламента като за законодателен орган, се имат предвид както 2-те му камари, така и монархът, защото само тяхното единство образува в правов смисъл парламента. Правителството се отчита само пред Камарата на общините, която осъществява и парламентарния контрол над държавните финанси.
Особеност на британския парламент е, че функционира в уникалните условия на липсата на писана конституция. Някои от правилата от организирането и функционирането му се съдържат в „обичайните“ закони на страната (те са много малко), други – в неписаните норми (актове) на конституцията, конвенционалните съглашения. Реалното функциониране на целия британски парламент се основава на многопартийната система в кралството. Тя определя цялата организация на избирателния процес – от издигането на кандидатите и делението на страната на избирателни окръзи до начина на пресмятане на гласовете на избирателите. На практика доминират две големи партии: Консервативна и Лейбъристка.

## Административно деление
Обединеното кралство включва 4 съставни страни (историко-географски области): Англия, Уелс, Шотландия и Северна Ирландия.

## Стопанство
Английската буржоазна революция (1642 – 1649 г.) допринася за ранното развитие на капитализма. Великобритания е родина на капиталистическия строй и дълго време е най-голямата колониална, търговска, морска, финансова, индустриална и военна сила в света.
Днес Великобритания е между седемте най-развити капиталистически страни в света. Докато през 1970 г. е давала 7,1% от промишленото производство на капиталистическия свят, през 1998 г. този дял е спаднал под 6%. През периода 1966 – 1970 промишленото производство на Великобритания нараства едва с 9%. В застой са много от отраслите – стоманолеярната, корабостроителната, текстилната, автомобилната промишленост. Съкратени са 25% от работниците. Безработните са над 3 млн. души (13% от трудоспособното население).
Между старите промишлени отрасли са каменовъглената, корабостроителната промишленост, металургията, машиностроенето и металообработването. Нови отрасли са автомобилната промишленост, самолетостроенето, електрониката, електротехниката. Дълго време въглищата са главен енергетичен и топлинен източник в страната. До 1910 г. Обединеното кралство господства на световния пазар с износ на въглища. Над 60% от електроенергията се произвежда в ТЕЦ, разположени във въгледобивните и потребителските райони. Делът на ВЕЦ е ограничен. Изградени са 30 атомни енергоблока, произвеждащи над 15% от електроенергията на страната. АЕЦ „Уилф“ е сред най-големите в света. През 1996 г. са произведени 330 млрд. киловатчаса електроенергия.
По време на Втората световна война, когато Обединеното кралство е блокирано от германските подводници и трябва да се самозадоволява с продоволствие, започва да се обръща по-голямо внимание на селското стопанство, макар че Дания и Нидерландия продължават да бъдат „селските ферми на Островното кралство“. Отрасълът, в който е заето 1,6% от трудоспособното население, осигурява 3/4 от потребностите на страната от селскостопанска продукция. Главен подотрасъл е животновъдството, на което се падат 70% от обема на селскостопанското производство. За неговото развитие съществуват много благоприятни условия – естествени пасища и ливади, фуражни култури и пр.
Брутният национален продукт на страната през 2008 г. възлиза на 2674 млн. щатски долара (по 43 785 щатски долара на човек от населението), като така се нарежда на 3-то място в Европейския съюз след Германия и Франция.